# Pichai Sayotha
Pichai Sayotha (in thai: พิชัย สายโยธา; 24 dicembre 1979) è un ex pugile thailandese.

## Palmarès

### Mondiali dilettanti
- 1 medaglia:
  - 1 argento (Bangkok 2003 nei pesi leggeri)

### Campionati asiatici
- 2 medaglie:
  - 1 oro (Ho Chi Minh 2005 nei pesi leggeri)
  - 1 bronzo (Puerto Princesa 2004 nei pesi leggeri)